# Lacey Adkisson
Lacey Adkisson, más conocida como Lacey Von Erich (Dallas, Texas; 17 de julio de 1986), es una luchadora profesional retirada estadounidense. Es conocida por su paso por la empresa Total Nonstop Action Wrestling (TNA) como miembro de The Beautiful People. Entre sus logros destacan ser una vez Campeona Femenina en Pareja de la TNA junto a Velvet Sky.

## Carrera

### World Wrestling Entertainment (2007)
Adkisson firmó contrato con la World Wrestling Entertainment en agosto del 2007, siendo enviada al territorio de desarrollo Florida Championship Wrestling (FCW) en Tampa, Florida. Hizo su debut el 15 de septiembre de 2007 como mánager de Billy Kidman bajo el nombre de Lacey Von Erich. El 9 de octubre del 2007, Von Erich debutó como luchadora, perdiendo ante Nattie Neidhart. A finales de 2007, fue despedida de la WWE.
Lacey hizo una aparición en WrestleMania XXV, donde la Familia Von Erich fue introducida al WWE Hall of Fame, en donde aceptó la introducción junto a su tío Kevin Von Erich.

### Circuito independiente (2008–2009)
El 8 de marzo de 2008, hizo su primera lucha fuera de la WWE contra Angel Orsini, la cual fue ganada por Von Erich. El 22 de mayo de 2008 debutó en la Profesional Championship Wrestling, haciendo equipo con Action Jackson, derrotando a Mike Foxx & Claudia. También peleó en la Pro Wrestling Revolution y en diciembre de 2008 derrotó a Cheerleader Melissa en un Show en San Francisco, California. En el 2009 trabajó en otras promociones femeninas, como Wrestilicious. Sin embargo, fue despedida de la empresa después de que firmara con la Total Nonstop Action Wrestling (TNA). El 10 de julio de 2009 derrotó a Mia Martínez, Faith, Huntress y Kimberly Kash; convirtiéndose en la Nueva Ladies Champion de la WCPW. En noviembre de 2009, Von Erich fue parte del tour australiano Hulkamania:Let the Battle Begin, creado por Hulk Hogan. El 21 de noviembre ganó un concurso de bikinis, donde participaban Koa Marie Turner, Stephanie Pietz y Kiara Dillon. En las otras luchas ella fue mánager de Ric Flair.

### Total Nonstop Action Wrestling (2009 - 2010)

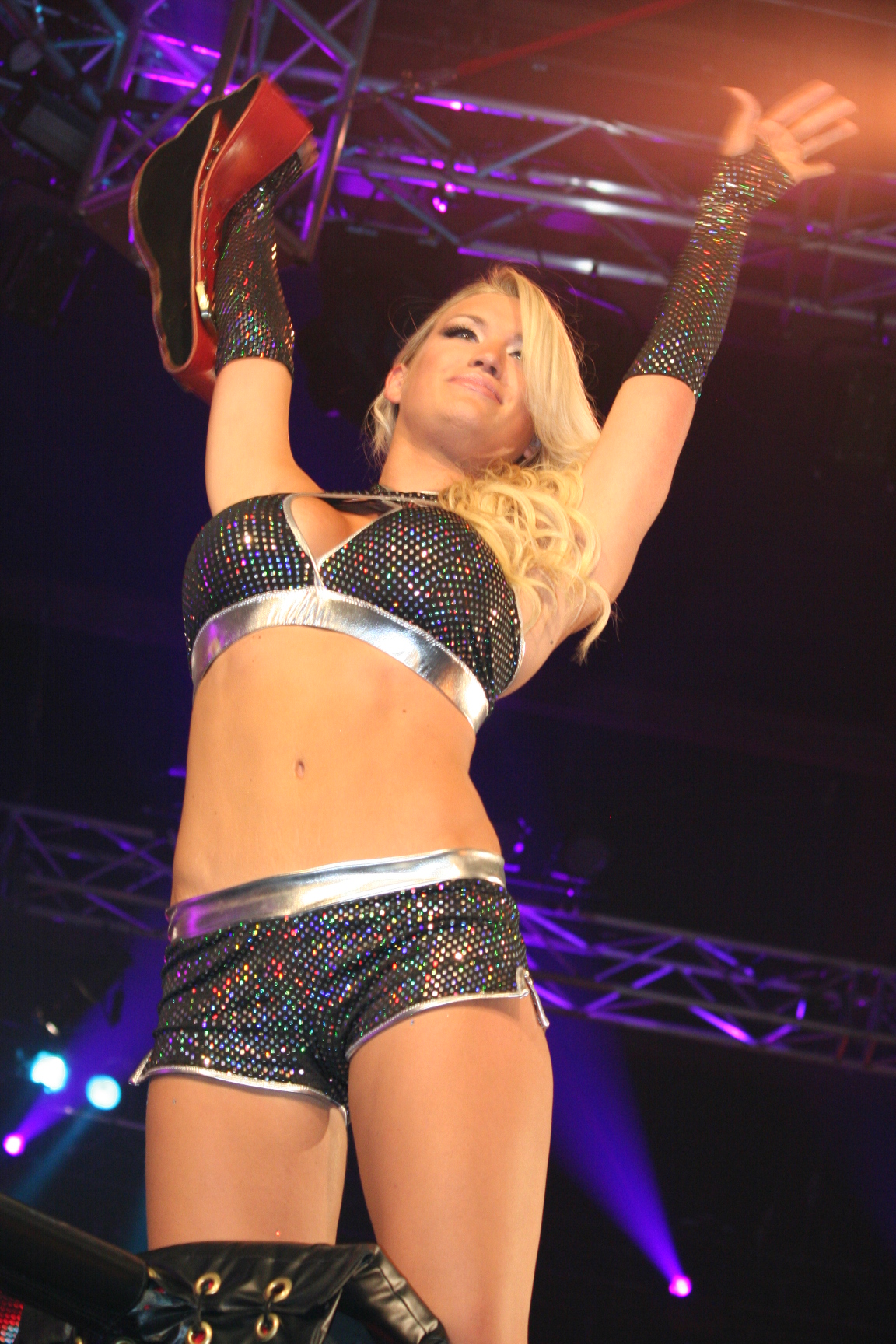
Adkisson en la TNA como Campeona Femenina en Parejas de la TNA

El 1 de octubre de 2009, en TNA iMPACT!, Von Erich debutó como Heel, aliándose con el equipo The Beautiful People (Velvet Sky & Madison Rayne), atacando a las Campeonas Femeninas en Pareja de la TNA, Sarita & Taylor Wilde.
El 15 de octubre debutó en el ring en Impact!, en una lucha donde The Beautiful People derrotó a Awesome Kong, ODB & Tara. Dos Semanas después en Impact!, derrotaron al equipo de ODB, Christy Hemme & Hamada, luego de que Von Erich le hiciera conteo a Hemme luego de un Chokeslam, teniendo su primera victoria en TNA. En Turning Point, tuvieron una lucha por los Campeonatos Femeninos (Femenino de ODB y Femenino en Parejas de Wilde & Hamada), pero no lograron ganar.
Tras esto, empezaron un feudo con la exintegrante de Beautiful People, Angelina Love. El 8 de marzo de 2010, Rayne & Sky ganaron el Campeonato Femenino en Parejas de la TNA e invocaron la Freebird Rule, por lo que Von Erich pasó a ser campeona. Durante su reinado, Rayne se convirtió en Campeona Femenina y retó a Love a una lucha en Victory Road, donde se estipuló que si algún miembro de The Beautiful People intervenía, Rayne perdería el título. En el evento, intervino Tara como una motociclista enmascarada, causando el descontento entre Rayne y Sky & Von Erich. En las grabaciones de iMPACT! que se llevaron a cabo el 27 de julio (transmitido el 6 de agosto) Sky & Erich fueron derrotadas por Taylor Wilde & Hamada, perdiendo así los Campeonatos Femeninos en Parejas de la TNA por culpa de Tara y Rayne. Tras esto, fue atacada sin querer por Rayne, dejándola lesionada (Kayfabe) Hizo su regreso en la edición 16 de septiembre de Impact!, donde ella y Madison Rayne recibieron una oportunidad por los Campeonatos Femeninos en Parejas, pero no lograron ganar, tras lo que Rayne y Tara la atacaron, pero Angelina Love y Velvet Sky la salvaron, cambiando a face.
El 11 de noviembre anunció mediante su Twitter que había dejado la empresa para intentar cosas nuevas. Tras esto, se retiró de la lucha libre profesional.

## Vida personal
Adkisson pertenece a la Familia Von Erich, su padre fue Kerry Von Erich, y su abuelo Fritz Von Erich.

## En lucha
- Movimientos finales
  - Von Erich Chokeslam (Chokeslam)
  - Tornado Punch (Discus Punch)
  - Von Erich Claw (Iron Claw)

- Movimientos de firma
  - Savate kick
  - Shoulder jawbreaker

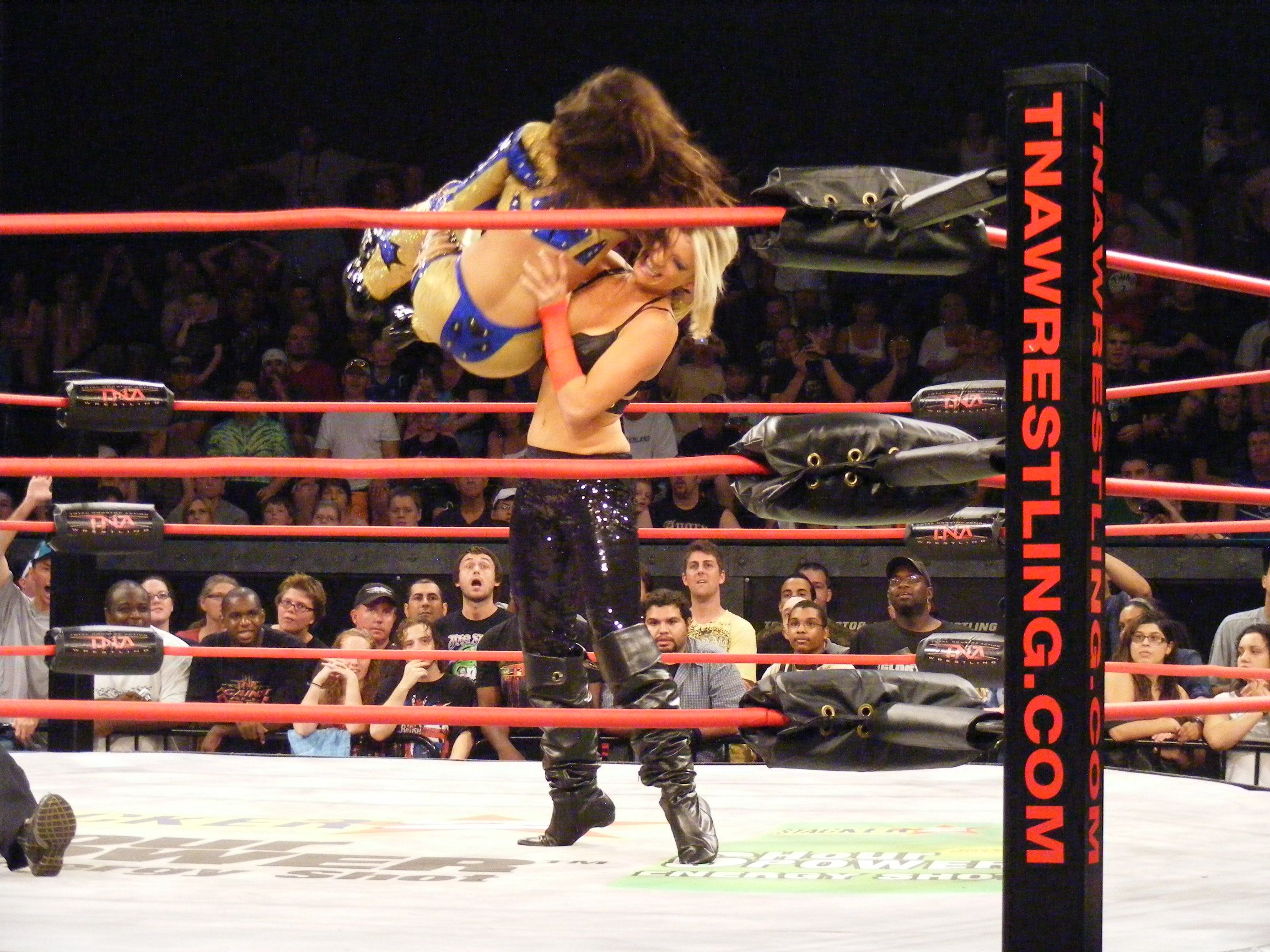
Von Erich aplicándole una chokeslam a Sarita.

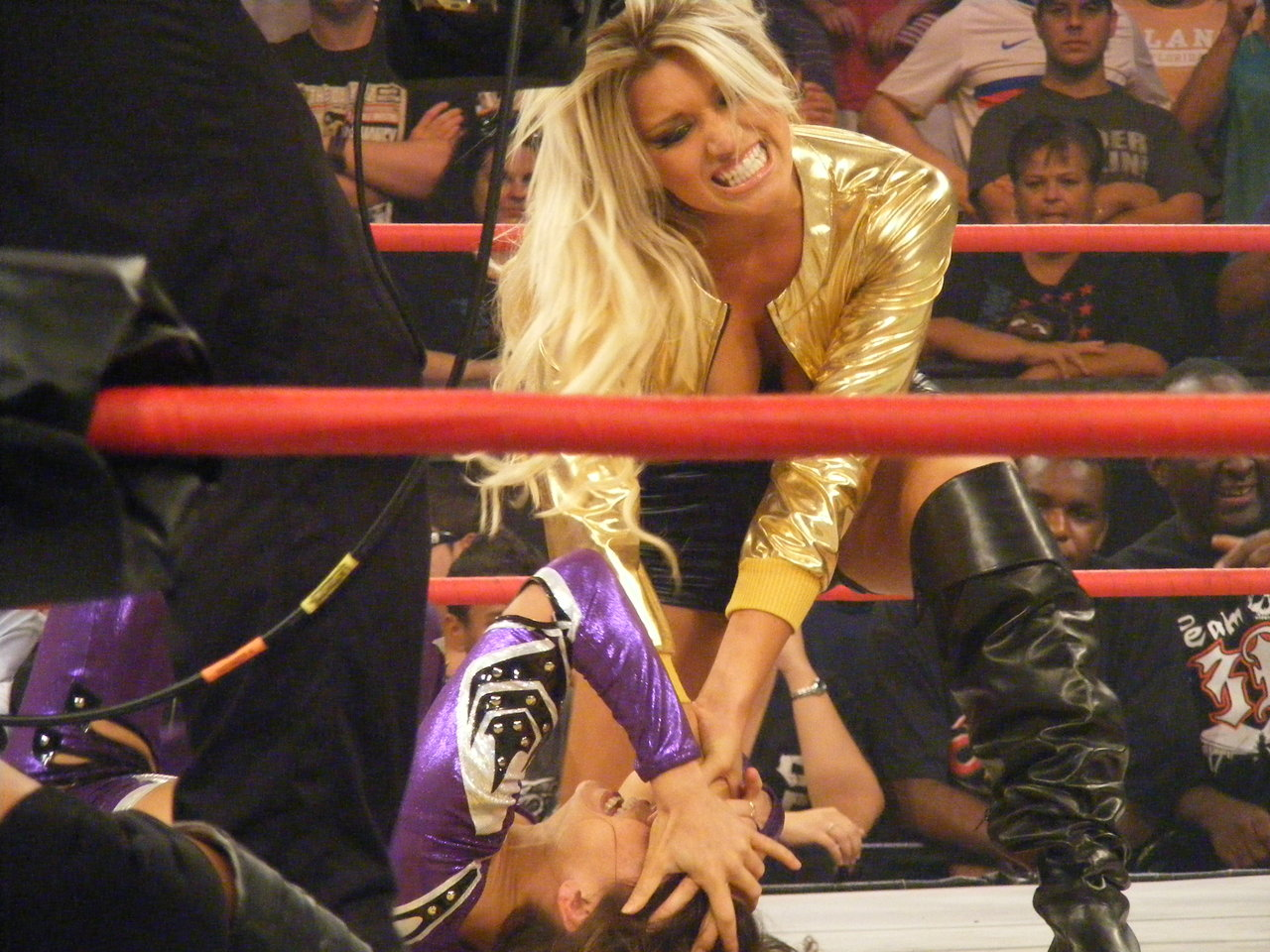
Von Erich aplicándole un "Von Erich Claw" a Sarita.

  - Russian legsweep seguido de leg drop o senton

- Apodos
  - "The Heir Apparent to the Von Erich Throne"

- Managers
  - Missy Hyatt

- Luchadores dirigidos:
  - Billy Kidman
  - Ric Flair
  - Ryan O'Reilly

## Campeonatos y logros
- Total Nonstop Action Wrestling
  - TNA Knockout Tag Team Championship (1 vez), con Velvet Sky & Madison Rayne

- Windy City Pro Wrestling

- WCPW Ladies Championship (1 vez)